# Halfway to Sanity
Albums de Ramones
Animal Boy
(1987) Brain Drain
(1989)
Halfway to Sanity est le dixième album des Ramones.

## Historique
Halfway to Sanity fut le dernier album auquel Richie Ramone participa.
Deborah Harry la chanteuse de Blondie prête sa voix dans la chanson Go Lil' Camaro Go.

## Liste des pistes
1. I Wanna Live (Dee Dee Ramone/Daniel Rey) – 2:36
2. Bop 'Til You Drop (Dee Dee Ramone/Johnny Ramone) – 2:09
3. Garden of Serenity (Dee Dee Ramone/Daniel Rey) – 2:35
4. Weasel Face (Dee Dee Ramone/Johnny Ramone) – 1:49
5. Go Lil' Camaro Go (Dee Dee Ramone) – 2:00
6. I Know Better Now (Richie Ramone) – 2:37
7. Death of Me (Joey Ramone) – 2:39
8. I Lost My Mind (Dee Dee Ramone/Johnny Ramone) – 1:33
9. A Real Cool Time (Joey Ramone) – 2:38
10. I'm Not Jesus (Richie Ramone) – 2:52
11. Bye Bye Baby (Joey Ramone) – 4:33
12. Worm Man (Dee Dee Ramone) – 1:52